# Zensurbalken

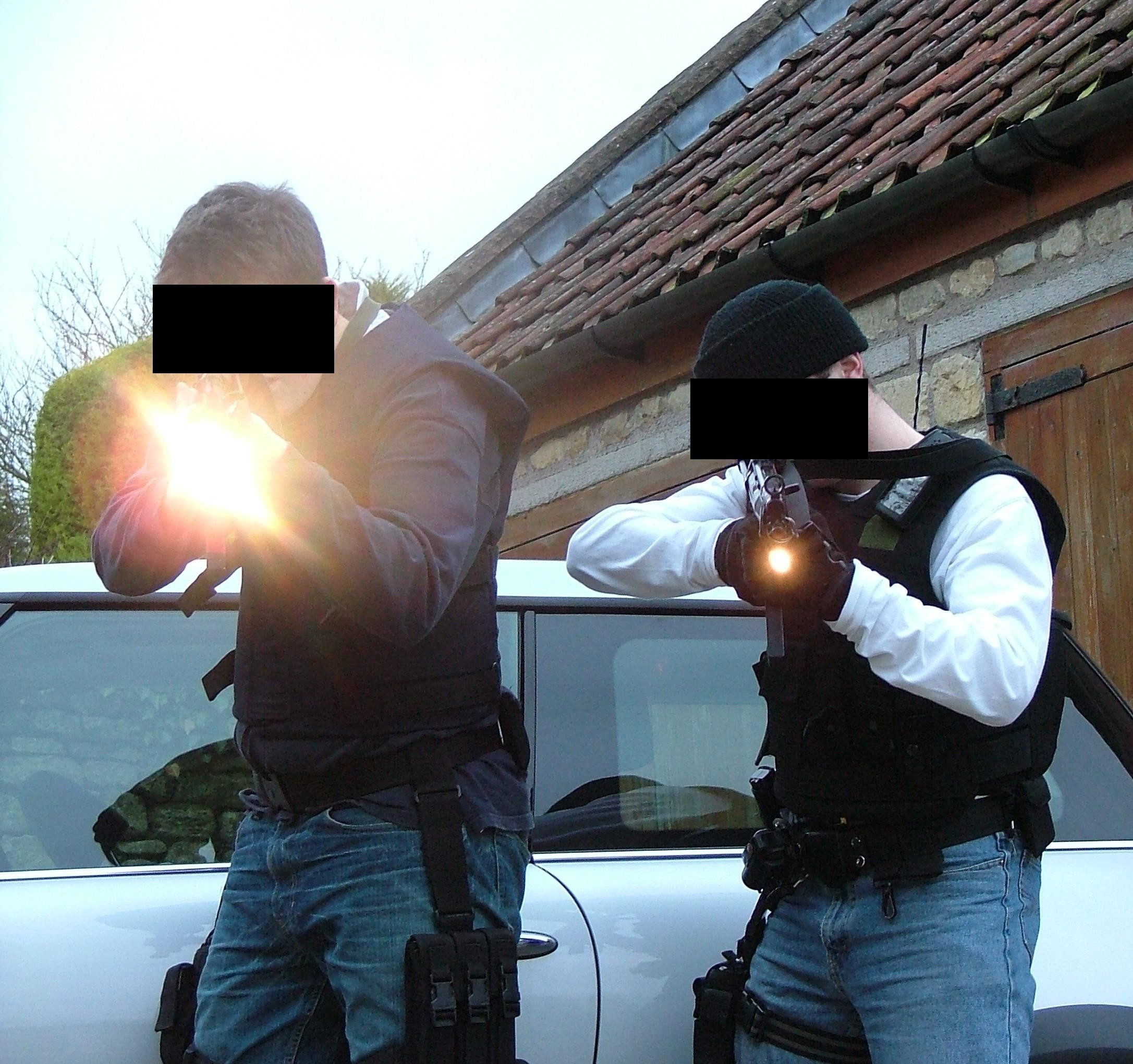
Zensurbalken zur Anonymisierung

Ein Zensurbalken ist ein visuelles Gestaltungsmittel, das zum Zweck der Zensur Ausschnitte aus einer Abbildung schwärzt. Er war ursprünglich ein meist schwarzer Balken, mit dem die primären und besonders augenfälligen sekundären Geschlechtsmerkmale bei Abbildungen von unbekleideten oder nur teilweise bekleideten Personen, meist Frauen, abgedeckt wurden. Dies geschah, um die öffentliche Moral nicht zu verletzen und mögliche juristische bzw. ordnungsrechtliche Folgen wegen Erregung öffentlichen Ärgernisses und/oder Jugendgefährdung etc. zu vermeiden. Speziell zur Anonymisierung als Balken über den Augen dient der Augenbalken.

## Geschichte

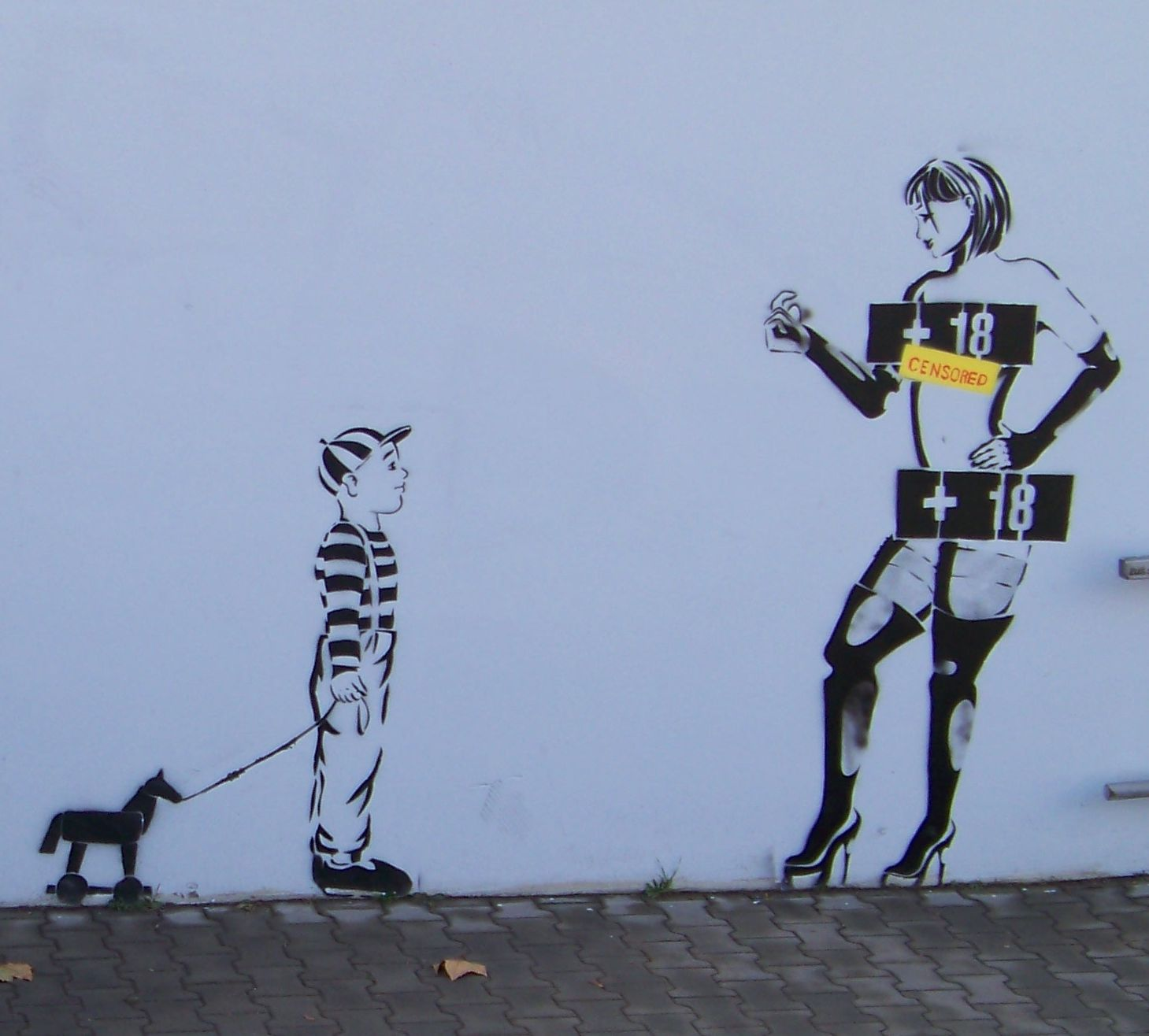
Streetart-Werk mit Zensurbalken (Hradec Králové, 2011)

Insbesondere waren solche schwarzen Balken bei entsprechenden Abbildungen auf Filmplakaten und in den Aushängen von Kinos üblich, sowie auch bei Printmedien aller Art, hier insbesondere auch auf Titelseiten. Auch die Schaukästen von Varietés, Bars, Nacht- und Stripteaselokalen deckten die Brüste und den Schambereich ihrer ausgestellten Tänzerinnen gerne mit Sternchen aus Gold oder Silberfolie, mit roten Herzchen oder mit den schwarzen Balken ab. Mit der Zeit wurden die Zensurbalken aber auch zum Blickfang und Hinweis, der Interesse wecken und ausdrücken sollte: „Bitte alle hergucken, hier gibt es was zu sehen, was eigentlich öffentlich nicht gezeigt werden darf!“ Seitdem nach der sexuellen Revolution der 1960er-Jahre eine nackte Brust oder gar ein vollständig nackter Mensch kaum noch als öffentliches Ärgernis verstanden wird, ist der Zensurbalken aus den Schaukästen etc. und Printmedien beinahe ganz verschwunden.

## Rechtlicher Hintergrund in Deutschland
Da das deutsche Grundgesetz mit dem Art. 5 eine staatliche (Vor-)Zensur explizit verbietet, wurde auf Initiative des Staates hin 1949 die Freiwillige Selbstkontrolle der Filmwirtschaft (FSK) gegründet, 1956 die Bundesprüfstelle für jugendgefährdende Schriften (BPjS). Die von diesen Stellen angeordneten Maßnahmen – insbesondere Abdeckungen mit Balken oder ähnlichem, Kürzungen, Unhörbarmachen durch Pfeiftöne, sowie Schnitte etc. – waren bislang in Relation zu der jeweiligen Gesamtzahl der erschienenen Werke bei Büchern, Comics und Schallplatten eher selten, bei Filmen und Videos sind sie hingegen häufiger belegt.